# Майк Ларрабі
Майкл Денні Ларрабі (англ. Michael Denny Larrabee; нар. 2 грудня 1933 — пом. 22 квітня 2003) — американський легкоатлет, який спеціалізувався в бігу на короткі дистанції.

## Із життєпису
Дворазовий олімпійський чемпіон-1964 з бігу на 400 метрів та в естафеті 4×400 метрів.
Екс-рекордсмен світу з бігу на 400 метрів та в естафеті 4×400 метрів.
Помер від раку у віці 69 років.

## Основні міжнародні виступи
| Рік  | Змагання         | Місто   | Місце | Дисципліна |
| ---- | ---------------- | ------- | ----- | ---------- |
| 1964 | Олімпійські ігри | Токіо   | 1     | 400 м      |
| 1964 | 1                | 4×400 м |       |            |